# Texaco

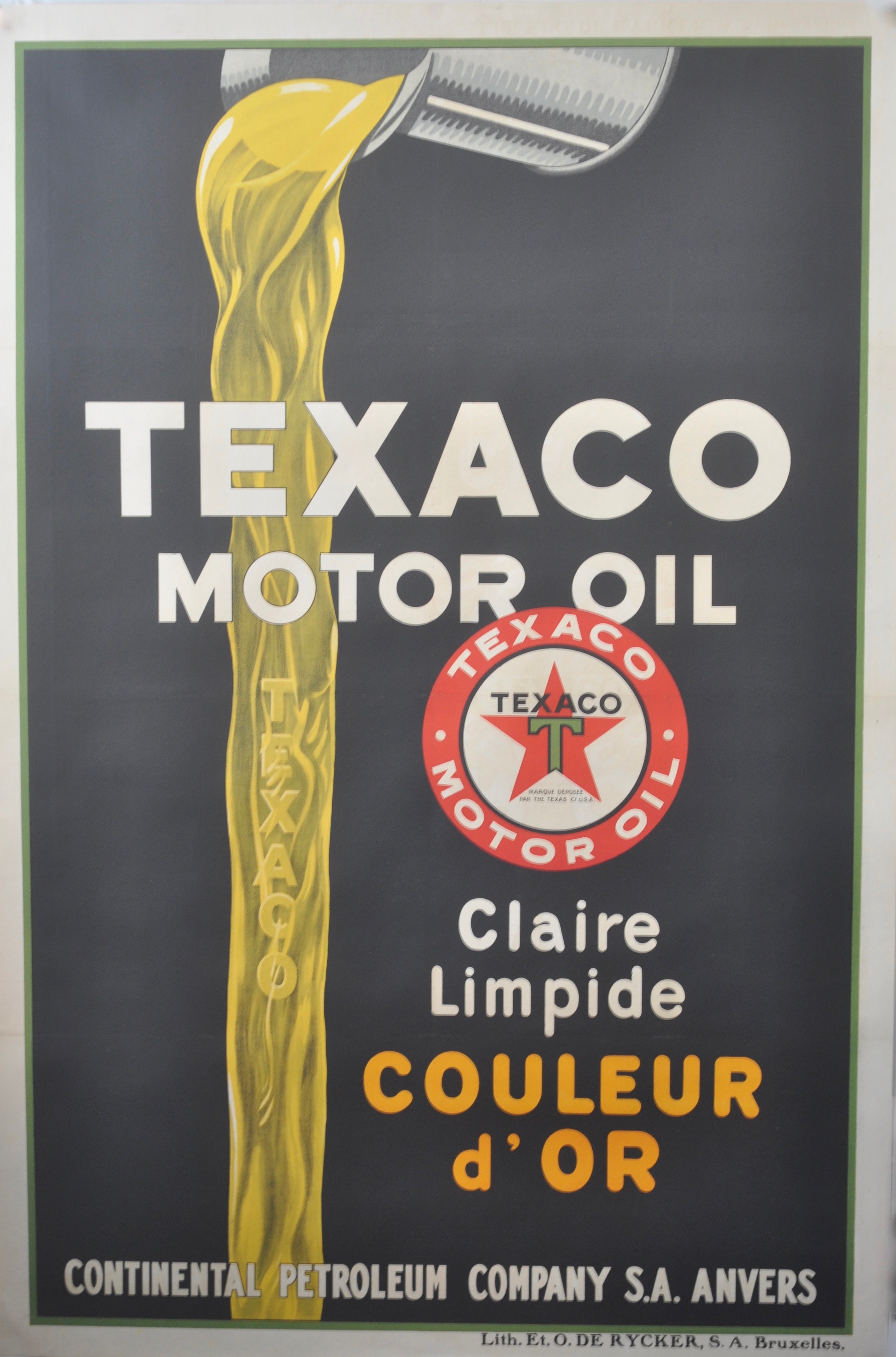
Texaco reclame (1928)

Texaco is een Amerikaanse oliemaatschappij die in 2001 opging in Chevron.

## Geschiedenis
Het bedrijf werd in 1902 opgericht in Beaumont, Texas na het vinden van olie, door de Texaan Joe S. Cullinan en de New Yorker Arnold Schlaet, onder de naam "The Texas Company". In maart 1901 was de voorloper al opgericht, de Texas Fuel Company. Dit bedrijf kocht en transporteerde voornamelijk olie uit het Spindletopveld. In april 1902 werd The Texas Company opgericht en korte tijd later gingen alle activiteiten van de Texas Fuel Company hierin op.
The Texas Company begon vrijwel direct de activiteiten uit te breiden. Het werd actief in de olieproductie en breidde de distributie mogelijkheden uit. Het kreeg de beschikking over twee olievelden net buiten Houston, het Sour Lake-olieveld (1903) en het Humble-olieveld (1905). In 1905 legde het een oliepijplijn aan tussen deze twee velden en de havenstad Port Arthur waar de eerste raffinaderij werd gebouwd. In hetzelfde jaar werd het bedrijf internationaal actief met een vestiging in onder andere België. In 1913 verhuisde het hoofdkantoor naar New York. Gestaag werden de activiteiten uitgebreid en na de overname van de California Petroleum Corporation in 1928 was The Texas Company het eerste oliebedrijf die zijn brandstoffen in alle 48 Amerikaanse staten aanbood.
Tijdens de grote economische depressie in de dertiger jaren leed het bedrijf ook verliezen en diverse raffinaderijen werden gesloten en activiteiten gestaakt. In 1936 werd het actief in het Midden-Oosten middels een joint venture met Standard Oil Company of California (SOCAL, het latere Chevron Corporation). Een tweede joint venture volgde met dezelfde maatschappij voor de verkoop van olie en olieproducten ten oosten van het Suezkanaal, de Caltex Petroleum Corporation.
Tijdens de Tweede Wereldoorlog leverde Texaco brandstoffen en chemische producten aan de oorlogsindustrie. Het legde ook twee pijplijnen aan tussen Texas en het noordoosten van de Verenigde Staten voor het transport van aardolie en olieproducten, de Big Inch en Little Big Inch. Hiermee werd de gevaarlijke vaarroute met tankers langs de kust vermeden. Met onder andere Operatie Paukenschlag wilde de Duitse marine met U-boten het Amerikaanse olietransport lamleggen.
In mei 1959 werd de naam gewijzigd in Texaco. In 1984 sloot Gordon Getty, een grootaandeelhouders in Getty Oil, een overeenkomst om de onderneming met bewezen reserves van 2,3 miljard vaten olie te verkopen aan Pennzoil. Nog voor de transactie afgerond kon worden kwam Texaco met een hoger bod en de verkoop aan Pennzoil werd op het laatste moment afgebroken. Pennzoil voelde zich sterk benadeeld door deze actie en begon een rechtszaak. Op 19 november 1985 veroordeelde de rechter Texaco om aan Pennzoil een vergoeding te betalen van US$ 10,5 miljard, waarvan US$ 7,5 miljard als vergoeding voor daadwerkelijk geleden schade en de rest als een signaal dat de acties die tot de schadevergoeding hebben geleid niet getolereerd worden.
Na de hoge boete bleef Texaco financieel verzwakt achter. Het 1987 zocht het bedrijf tijdelijk bescherming onder de Amerikaanse faillissementswetgeving om een plan te maken er financieel weer bovenop te komen. Een jaar later bereikte het een schikking met Pennzoil, Texaco betaalde US$ 3 miljard waarmee ook een einde kwam aan de rechtszaken. Het reorganisatieplan werd hetzelfde jaar door de rechter goedgekeurd en Texaco voerde een ingrijpend en deels succesvol herstructureringsprogramma uit. In 1988 werd Texaco Deutschland verkocht aan het nutsbedrijf RWE, die daarmee eigenaar werd van een raffinaderij in Heide, een 42% belang in een raffinaderij in Karlsruhe en een uitgebreid netwerk van tankstations. In 1988 leed het bedrijf een recordverlies van US$ 4,4 miljard. Begin 1989 volgde de verkoop van het 78% belang in Texaco Canada, het op drie na grootste oliebedrijf in het land. Imperial Oil betaalde ruim US$ 3,2 miljard voor het meerderheidsbelang er werd daarmee de grootste verkoper van olieproducten in Canada. Met de verkoopopbrengst werden schulden afgelost, die daalden van US$ 10,8 miljard op 8 april 1988, de dag dat Texaco uit de faillissementsprocedure stapte, naar US$ 6 milard tegen het jaareinde 1989. Tijdens de rechtszaak met Pennzoil en de herstructurering was de aandelenkoers fors gedaald en de belegger Carl Icahn had een aandelenbelang van 17% opgebouwd. Icahn wilde de macht overnemen, maar moest in 1989 dit plan opgeven. Hij hield er wel een winst van ruim 300 miljoen dollar aan over.
| Jaar | Omzet (x US$ miljard) | Nettoresultaat (x US$ miljoen) | Plaats in Fortune 500 lijst |
| ---- | --------------------- | ------------------------------ | --------------------------- |
| 1955 | 1,6                   | 226                            | 14                          |
| 1960 | 2,7                   | 354                            | 8                           |
| 1970 | 5,9                   | 770                            | 8                           |
| 1980 | 38,4                  | 1760                           | 5                           |
| 1990 | 32,4                  | 2413                           | 10                          |
| 2000 | 51,1                  | 2500                           |                             |

In het jaar 2000 behaalde Texaco een omzet van iets meer dan US$ 51 miljard. De productie lag iets boven de een miljoen vaten olie- equivalant per dag, waarvan 80% aardolie en de rest aardgas. Er werken 19.000 mensen voor het bedrijf, waarvan iets meer dan een derde in de Verenigde Staten.
Op 9 oktober 2001 fuseerde Texaco met Chevron nadat Chevron Texaco overnam met een bedrag van 44 miljard dollar. De nieuwe naam werd "the ChevronTexaco Corporation".
In 2005 werd de naam van ChevronTexaco gewijzigd in Chevron Corporation. De drie merken, Chevron, Texaco en Caltex, blijven echter bestaan. 

### Texaco in de Benelux

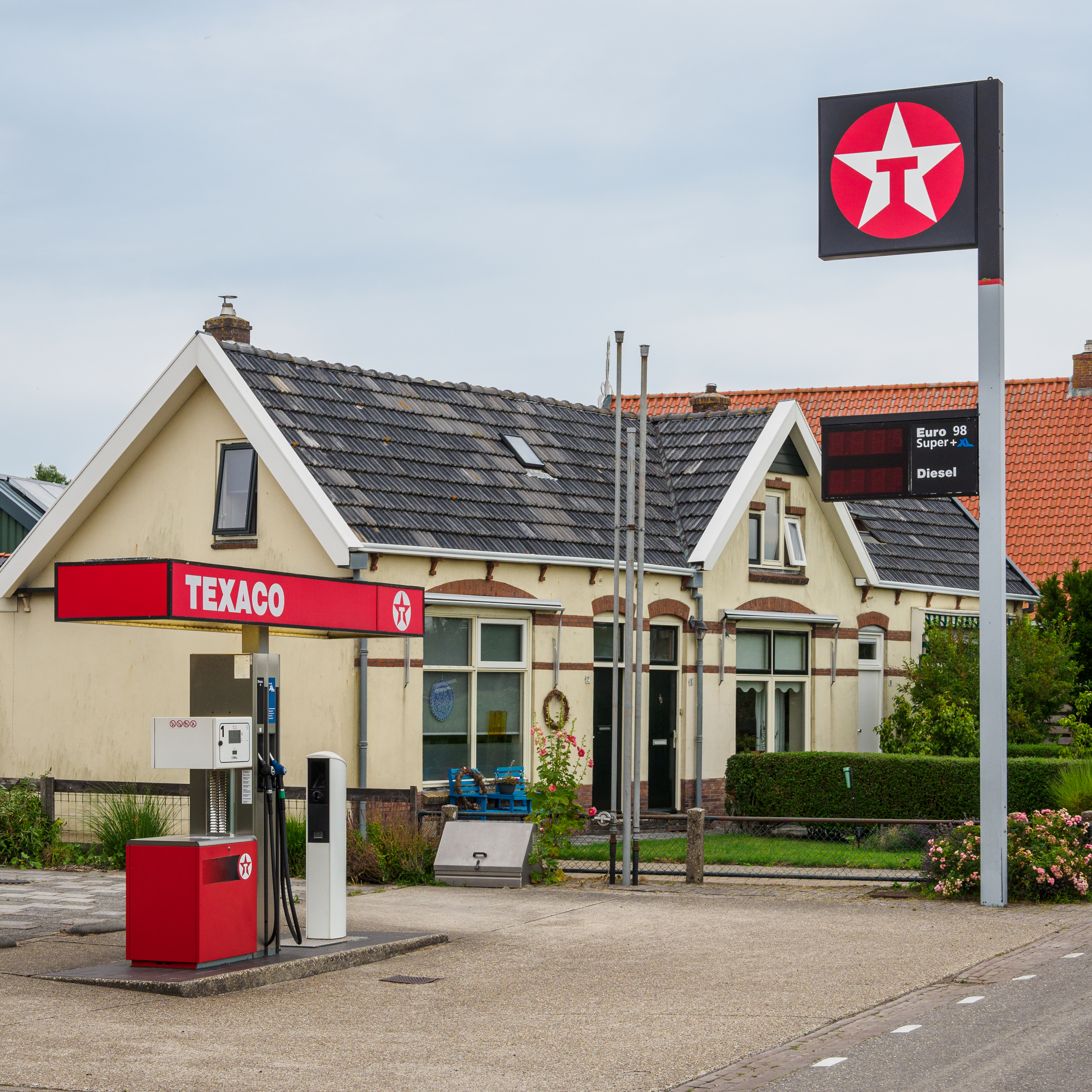
Texaco Express tankstation in Tzummarum 2023

In augustus 2007 verkocht Chevron de Texaco marketing activiteiten in de Benelux aan het Israëlische Delek Benelux, onderdeel van Delek Petroleum wat op zijn beurt weer onderdeel is van de Delek Group. Het aandeel van Chevron in de Nerefco raffinaderij in Pernis werd in diezelfde periode verkocht aan BP. In 2010 kocht Delek de tankstationactiviteiten van BP in Frankrijk waarna Delek Benelux werd omgevormd tot Delek Europe.
In 2014 verkocht Delek de tankstation activiteiten aan de Londense investerings-maatschappij TDR Capital waarna Delek Europe werd omgedoopt tot European Forecourt Retail (EFR) Group. In 2016 fuseerde EFR Group met het Britse Euro Garages en gingen ze verder onder de naam EG Group. Vanaf 2018 worden de Texaco tankstations omgebouwd tot ESSO tankstations.

## Het logo

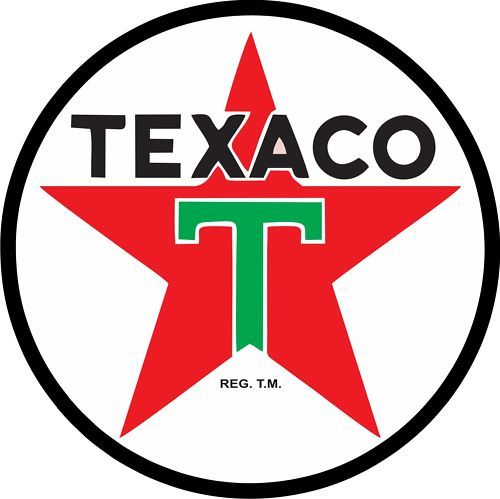
Texaco logo met de groene T

- 1903 - The Texaco Company kiest een vijfhoekige rode ster als logo, geïnspireerd op de ster van Texas. A star is born...
- 1909 - Manager John Romeo Miglietta plaatst een groene T in de rode ster: de kleurencombinatie van de vlag van zijn vaderland, Italië.
- 1915 - Bij ieder tankstation hangt een logo dat bedrukt en vernist is aan beide kanten. De ster - met in het midden de T en door de bovenste en onderste punt 'Texaco Motor Oils' - wordt omringd door het opschrift 'Gasoline Filling Station'.
- 1936 - De ster wordt in een cirkel geplaatst. Door de bovenste punt loopt de naam Texaco.
- 1963 - De cirkel rond de ster wordt vervangen door een zeshoek, met daarin de naam Texaco.
- 1981 - Het huidige logo wordt geboren: een rode cirkel met daarin een witte, vijfhoekige ster en een grote, rode T.